# شرکت فرودگاه‌ها و ناوبری هوایی ایران
شرکت فرودگاه‌ها و ناوبری هوایی ایران (سرنام: IAC) شرکت هلدینگ و بهره‌برداری فرودگاه‌های غیرنظامی و مدیریت ناوبری هوایی در ایران است. دفتر مرکزی آن در فرودگاه بین‌المللی مهرآباد تهران جای دارد و در همه فرودگاه‌های ایران دفترهایی دارد.

## پیشینه
این شرکت که در سال ۱۳۷۰ بنیان‌گذاری شده، در آذر ۱۳۸۳ با اصلاح اساسنامه از طریق هیئت وزیران، در قالب شرکت مادر تخصصی ساماندهی شد و در ۱۳۹۴/۱۱/۰۴ با تصویب هیئت دولت و تأیید شورای نگهبان بر پایه وظائف و مسئولیت‌های مترتب به شرکت فرودگاه‌ها و ناوبری هوایی ایران تغییر نام داد.
این شرکت هم‌اکنون دارای:
- ۱۱۴ مسیر هوایی به طول بالغ بر ۹۵۰۰۰ کیلومتر در فضای کشور
- مرکز مجهز مدیریت و کنترل ترافیک هوایی
- ۲۶ ایستگاه ارتباطی کنترل از راه دور هواپیماها با مرکز مدیریت کنترل پروازهای کشور(RCAG)
- ۵۳ فرودگاه مسافربری آماده خدمت شامل ۲۰ فرودگاه داخلی، ۲۵ فرودگاه مرز هوایی و ۸ فرودگاه بین‌المللی با حدود ۱۶ میلیون مترمربع فضای ترمینالی، باند و سطوح پروازی، ساختمان‌های مختلف فرودگاهی و حدود ۹ میلیون متر مربع معابر، فضای سبز، پارکینگ و سایر فضاهای خدمات به مسافران
- ۱۰۷ دستگاه کمک ناوبری هواپیما در کریدورهای هوایی و فرودگاه‌ها NDB , VOR ,DVOR
- ۸۷ دستگاه فاصله‌یاب هواپیما (DME)
- ۲۵ سیستم هدایت و فرود هواپیما(ILS)
- ۲۵ دستگاه رادار (PSR & MSSR)
- و ۹۰۰ دستگاه ارتباطی برج مراقبت پرواز، بازرسی و کنترلی و تجهیزات ترمینالی دیگر مانند دستگاه‌های ایکس ری، گیت وی، جابجایی بار، سیستم روشنایی باندهای پروازی، کمک بصری هواپیما، ماشین‌های ایمنی زمینی، ارتباط شبکه اختصاصی دیتای هوانوردی AFTN/AMHS در سطح کشور و منطقه با ۷ مدار بین‌المللی، ۳۴ فرودگاه و ۱۸ شرکت هواپیمایی و میزان مبادله سالانه حدود هفتاد میلیون پیام و… به همراه نیروی انسانی متخصص و ماهر همراه با منابع زیرساختی مهم و حیاتی حمل و نقل هوایی ایران است.[۱]

اهداف راهبردی شرکت فرودگاه‌ها و ناوبری هوایی ایران
- برنامه‌ریزی توسعه ایمنی به منظور تأمین سلامتی پرواز در عملیات فرودگاهی و هوانوردی
- ارتقاء سطح ایمنی خدمات شرکت با رعایت قوانین، مقررات، معیارها و استانداردهای ملی و بین‌المللی حاکم بر صنعت هوانوردی و فرودگاهی
- استفاده بهینه از ظرفیت‌های فرودگاهی و تجهیزات هوانوردی
- تأمین تجهیزات جهت افزایش ضریب امنیت در حوزه عملیات و خدمات فرودگاه‌ها
- کاهش آلاینده‌های فرودگاهی و هماهنگی با محیط زیست در طرح‌های توسعه و بهره‌برداری از فرودگاه‌ها
- افزایش سطح کیفی خدمات فرودگاهی و هوانوردی کشور
- افزایش رضایت مشتریان (مسافران شرکتهای هواپیمایی، هندلینگ، خرده فروشان و …)
- افزایش مستمر اثربخشی مدیریت منابع
- ایجاد زمینه‌های مشارکت بخش خصوصی در فعالیت‌های حوزه فرودگاهی و هوانوردی کشور
- تجاری سازی و تلاش مستمر برای اقتصادی نمودن فرودگاه‌های کشور
- تثبیت و تقویت مدیریت واحد فرودگاهی
- افزایش اثرات اقتصادی فرودگاه (فرصت‌های شغلی مستقیم و غیرمستقیم) و افزایش ناحیه نفوذ آن
- افزایش هماهنگی و ارتباط بین فرودگاه‌ها و سایر مدل‌های حمل و نقل
- تقویت ارتباط بین فرودگاه‌ها و مجامع وابسته
- تبیین مستمر نقش و اهمیت فرودگاه‌ها در توسعه، با بهره‌گیری از شیوه‌های نو
- افزایش ارتباطات بین فرودگاهی در منطقه خاورمیانه و عرصه بین‌الملل
- افزایش تعامل با سازمان‌های مرتبط با صنعت فرودگاهی و هوانوردی به شیوه ای مؤثر
- افزایش شفافیت، بهبود مستمر و چابکی در شرکت
- نوآوری از طریق توسعه منابع انسانی دانش محور
- تلاش برای به روز کردن تکنولوژیIT در خدمت مسافران و ایرلاین‌ها در زمینه‌های پیگیری پروازها، وضعیت آب و هوای فرودگاه‌ها، اطلاعات مسیرهای پروازی، برنامه‌های پروازی و بهینه کردن تجهیزات هوانوردی و ایجاد ارتباط با کشورهای منطقه از طریق مبادلات پیام‌های AFTN/AMHS در راستای بهینه کردن عملیات ترافیک هوایی[۲]

بیانیه ماموریت‌های اصلی شرکت فرودگاه‌ها و ناوبری هوایی ایران
- راهبری، مدیریت و توسعه فرودگاه‌های کشور برای تسهیل خدمات حمل و نقل هوایی ایمن هواپیماها و امن مسافر و بار
- ارائه خدمات کمک ناوبری هوایی در فضای کشور و فرودگاه‌ها به پروازهای داخلی و بین‌المللی و هدایت هواپیماها در مسیرهای هوایی و فرودگاه‌ها
- طراحی، تجهیز و کنترل مسیرهای هوایی کشور و طرح‌های نشست و برخاست هواپیما در فرودگاه‌ها
- نصب و نگهداری تجهیزات و دستگاه‌های ارتباطی، کمک ناوبری و راداری و سرویس‌های مدیریت ترافیک هوایی
- طراحی، ساخت و نگهداری باندهای پروازی و تأمین سیستم‌های روشنایی سطوح پروازی و تجهیزات عملیات فرودگاهی و ترمینال‌های مسافری
- ارائه ارتباط ایمن و مبادله سریع پیام‌ها و اطلاعات هوانوردی طرح‌های پروازی، ارائه آخرین وضعیت پروازی هواپیما به شرکت‌های هواپیمایی داخلی و خارجی
- خرید هواپیمای فلایت چک (FLIGHT CHECK) جهت ارائه خدمات وارسی پروازی از تجهیزات کمک ناوبری فرودگاه‌ها و فضای کشور.[۳]

## وظیفه‌ها
شرکت فرودگاه‌ها و ناوبری هوایی ایران در اجرای هدف‌ها و وظیفه‌های خود، ارائه خدمات تخصصی در بخش‌های خدمات فنی و مهندسی، آموزشی و مشاوره‌ای به شرح ذیل را داراست:
خدمات فنی و مهندسی
- مدیریت، اداره فرودگاه‌ها و ارائه همه خدمات و فعالیت‌های راهبری فرودگاه‌های مسافربری و آموزشی
- ارائه خدمات کنترل ترافیک هوایی در برج‌های مراقبت پرواز و سرویس‌های تقرب پرواز
- سایت یابی، نصب و نگهداری تجهیزات ارتباطی، کمک ناوبری و راداری فرودگاه‌ها و ایستگاه‌های هوانوردی
- نصب و نگهداری سیستم‌ها و تجهیزات امنیتی هوانوردی از جمله دستگاه‌های کمک بازرسی

X-Ray, Gate way و شبکه دوربین‌های مداربسته حفاظتی و…
- ارائه طرح‌های ورودی و خروجی و تقرب بر اساس سامانه‌های کمک ناوبری زمینی و اطلاعات ماهواره‌ای برای عملیات نشست و برخاست هواپیما در فرودگاه‌ها
- ارائه خدمات امداد و نجات فرودگاهی و آتش‌نشانی فرودگاهی مطابق با مقررات و دستورالعمل‌ها
- نصب ترمینال‌های مرتبط به منظور ارائه پیام‌های هوانوردی و خدمات نگهداری سرویس آن‌ها در شبکه پیام‌های هوانوردی
- نصب و نگهداری سیستم‌های روشنایی کمک بصری سطوح پروازی
- طراحی، نظارت و اجرای تجهیزات مرتبط با برق اضطراری فرودگاه‌ها
- طراحی، نظارت و اجرای تجهیزات برودتی و حرارتی شامل تولید، انتقال و توزیع سرمایش و گرمایش، امور تأسیساتی، تجهیزات آبرسانی و گاز رسانی، تسهیلات ترمینالی
- نظارت بر همه پروژه‌های مربوط به طراحی، ساخت، توسعه، تعمیر و نگهداری فرودگاه‌ها شامل: برج مراقبت پرواز، باند پروازی، ترمینال‌ها و همه ساختمان‌های جانبی و تأسیسات مرتبط
- ارائه خدمات فرودگاهی مسافر و بار
- مشاوره جهت خرید و نصب تجهیزات و سیستم‌های فرودگاهی و هوانوردی
- تدوین و انتشار نشریه اطلاعات هوانوردی(AIP) ایران
- خدمات ارسال و دریافت اطلاعات هوانوردی

## آموزش و پژوهش
ارائه دوره‌های آموزشی تخصصی مراقبت پرواز، الکترونیک هواپیمایی و مخابرات هواپیمایی و ایمنی زمینی و آتش‌نشانی فرودگاهی
- برگزاری دوره‌های تخصصی و مهارتی نصب، نگهداری و تعمیر تجهیزات ارتباطات رادیوئی، کمک ناوبری و رادار
- برگزاری دوره‌های آموزشی مراقبت پرواز به منظور ارائه خدمات برج مراقبت پرواز و تقرب پرواز
- برگزاری دوره‌های تخصصی زبان انگلیسی هوانوردی بر اساس استاندارد ایکائو
- ارائه دوره آموزش نرم‌افزارهای برنامه‌ریزی و کنترل عملیات پرواز[۴]

## فرودگاه‌ها
```
فرودگاه
```

1. فرودگاه مهرآباد تهران بایگانی‌شده  در ۲۷ سپتامبر ۲۰۲۰ توسط Wayback Machine
2. فرودگاه شهید هاشمی نژاد مشهد بایگانی‌شده  در ۱۳ اوت ۲۰۲۰ توسط Wayback Machine
3. فرودگاه محلی اصفهان بایگانی‌شده  در ۸ ژوئن ۲۰۱۷ توسط Wayback Machine
4. فرودگاه شهدای پرواز ۶۵۵ بندرعباس بایگانی‌شده  در ۷ اکتبر ۲۰۱۷ توسط Wayback Machine
5. فرودگاه شهید مدنی تبریز بایگانی‌شده  در ۲۳ سپتامبر ۲۰۲۰ توسط Wayback Machine
6. فرودگاه زاهدان
7. فرودگاه شهید دستغیب شیراز بایگانی‌شده  در ۲۷ سپتامبر ۲۰۲۰ توسط Wayback Machine
8. فرودگاه آیت اله جمی آبادان بایگانی‌شده  در ۶ اوت ۲۰۲۰ توسط Wayback Machine
9. فرودگاه اراک بایگانی‌شده  در ۱۹ سپتامبر ۲۰۲۰ توسط Wayback Machine
10. فرودگاه اردبیل بایگانی‌شده  در ۲۴ سپتامبر ۲۰۱۹ توسط Wayback Machine
11. فرودگاه ارومیه بایگانی‌شده  در ۱۰ اوت ۲۰۲۰ توسط Wayback Machine
12. [https://ahwaz.airport.ir/ بایگانی‌شده  در ۱ اکتبر ۲۰۲۰ توسط Wayback Machine فرودگاه اهواز
13. فرودگاه شهدای ایلام بایگانی‌شده  در ۱۱ ژوئن ۲۰۱۷ توسط Wayback Machine
14. فرودگاه بجنورد بایگانی‌شده  در ۱۱ ژوئن ۲۰۱۷ توسط Wayback Machine
15. فرودگاه بندرلنگه بایگانی‌شده  در ۴ اوت ۲۰۲۰ توسط Wayback Machine
16. فرودگاه بوشهر بایگانی‌شده  در ۴ اوت ۲۰۲۰ توسط Wayback Machine
17. فرودگاه شهید کاوه بیرجند بایگانی‌شده  در ۱۴ اوت ۲۰۲۰ توسط Wayback Machine
18. فرودگاه خرم‌آباد بایگانی‌شده  در ۱۱ اوت ۲۰۲۰ توسط Wayback Machine
19. فرودگاه سردار جنگل رشت بایگانی‌شده  در ۲۷ سپتامبر ۲۰۲۰ توسط Wayback Machine
20. فرودگاه رفسنجان بایگانی‌شده  در ۲۷ سپتامبر ۲۰۲۰ توسط Wayback Machine
21. فرودگاه زنجان بایگانی‌شده  در ۱۸ ژوئن ۲۰۱۷ توسط Wayback Machine
22. فرودگاه دشت ناز ساری بایگانی‌شده  در ۱۸ ژوئن ۲۰۱۷ توسط Wayback Machine
23. فرودگاه شهدای سبزوار بایگانی‌شده  در ۵ اوت ۲۰۲۰ توسط Wayback Machine
24. فرودگاه سنندج بایگانی‌شده  در ۲۱ سپتامبر ۲۰۲۰ توسط Wayback Machine
25. فرودگاه شهدای شهرکرد
26. فرودگاه کرمان بایگانی‌شده  در ۱۱ اوت ۲۰۲۰ توسط Wayback Machine
27. فرودگاه شهید اشرفی اصفهانی کرمانشاه بایگانی‌شده  در ۲۹ سپتامبر ۲۰۲۰ توسط Wayback Machine
28. فرودگاه گرگان بایگانی‌شده  در ۲۲ سپتامبر ۲۰۲۰ توسط Wayback Machine
29. فرودگاه آیت اله آیت‌اللهی لارستان بایگانی‌شده  در ۱۷ ژوئن ۲۰۱۷ توسط Wayback Machine
30. فرودگاه شهدای لامرد بایگانی‌شده  در ۱ اکتبر ۲۰۲۰ توسط Wayback Machine
31. فرودگاه شهدای همدان بایگانی‌شده  در ۷ ژوئن ۲۰۱۷ توسط Wayback Machine
32. فرودگاه شهدای شاهرود بایگانی‌شده  در ۱۹ اوت ۲۰۱۷ توسط Wayback Machine
33. فرودگاه شهدای ابوموسی
34. فرودگاه شهدای ایرانشهر بایگانی‌شده  در ۲۲ ژانویه ۲۰۱۸ توسط Wayback Machine
35. فرودگاه شهدای بم بایگانی‌شده  در ۹ فوریه ۲۰۱۸ توسط Wayback Machine
36. فرودگاه شهدای پارس‌آباد مغان بایگانی‌شده  در ۷ ژوئن ۲۰۱۸ توسط Wayback Machine
37. فرودگاه شهدای جهرم
38. فرودگاه شهدای جیرفت بایگانی‌شده  در ۲۹ ژانویه ۲۰۱۸ توسط Wayback Machine
39. فرودگاه شهدای خوی
40. -فرودگاه شهدای داراب[پیوند مرده]
41. فرودگاه شهدای رامسر بایگانی‌شده  در ۱۴ ژانویه ۲۰۱۸ توسط Wayback Machine
42. فرودگاه شهدای زابل بایگانی‌شده  در ۲۸ سپتامبر ۲۰۲۰ توسط Wayback Machine
43. فرودگاه شهدای زرقان[پیوند مرده]
44. فرودگاه شهدای سراوان بایگانی‌شده  در ۲۰ سپتامبر ۲۰۲۰ توسط Wayback Machine
45. فرودگاه شهدای سمنان بایگانی‌شده  در ۱۱ سپتامبر ۲۰۱۷ توسط Wayback Machine
46. فرودگاه شهدای سهند بایگانی‌شده  در ۳ اوت ۲۰۲۰ توسط Wayback Machine
47. فرودگاه شهدای سیرجان بایگانی‌شده  در ۵ فوریه ۲۰۱۸ توسط Wayback Machine
48. فرودگاه شهدای طبس بایگانی‌شده  در ۲۶ ژانویه ۲۰۱۸ توسط Wayback Machine
49. فرودگاه شهدای فسا[پیوند مرده]
50. فرودگاه شهدای کلاله بایگانی‌شده  در ۱۸ سپتامبر ۲۰۲۰ توسط Wayback Machine
51. فرودگاه شهدای نوشهر بایگانی‌شده  در ۹ ژانویه ۲۰۱۸ توسط Wayback Machine
52. فرودگاه شهدای یاسوج بایگانی‌شده  در ۷ اوت ۲۰۲۰ توسط Wayback Machine
53. فرودگاه ماهشهر
54. فرودگاه شهدای گناباد
55. فرودگاه آغاجاری
56. فرودگاه گچساران
57. فرودگاه بهرگان
58. فرودگاه خارگ
59. فرودگاه عسلویه
60. فرودگاه لاوان
61. فرودگاه سیری

```
۵ فرودگاه در دست مطالعه و ساخت
```

1. فرودگاه آباده
2. فرودگاه ولیعصر (بروجرد)
3. فرودگاه شهید مدرس (تربت حیدریه)

## فهرست مدیران
| ردیف | نام مدیر عامل        | بازه خدمتی    |
| ۱    | امیر عابدینی         | ۱۳۷۱–۱۳۷۰     |
| ۲    | حسین اکرمیان آرانی   | ۱۳۷۳–۱۳۷۱     |
| ۳    | عباس آریایی‌پور       | ۱۳۷۴–۱۳۷۳     |
| ۴    | حسین قاسمی           | ۱۳۷۶–۱۳۷۴     |
| ۵    | اصغر کتابچی          | ۱۳۸۱–۱۳۷۶     |
| ۶    | غلامعباس آرامش       | ۱۳۸۱          |
| ۷    | نورالله رضایی نیارکی | ۱۳۸۳–۱۳۸۱     |
| ۸    | محمدحسن پاسوار       | ۱۳۸۳          |
| ۹    | اصغر کتابچی          | ۱۳۸۷–۱۳۸۳     |
| ۱۰   | سید احمد مؤمنی رخ    | ۱۳۸۸–۱۳۸۷     |
| ۱۱   | محسن اسماعیلی        | ۱۳۹۰–۱۳۸۸     |
| ۱۲   | محمود رسولی‌نژاد      | ۱۳۹۲–۱۳۹۰     |
| ۱۳   | اسماعیل تبادار       | ۱۳۹۳–۱۳۹۲     |
| ۱۴   | محمدعلی ایلخانی      | ۱۳۹۳          |
| ۱۵   | رحمت‌الله مه‌آبادی     | ۱۳۹۷–۱۳۹۳     |
| ۱۶   | سیاوش امیرمکری       | ۱۴۰۰–۱۳۹۷     |
| ۱۷   | حمیدرضا سیدی         | ۱۴۰۲–۱۴۰۰     |
| ۱۸   | رضا نخجوانی          | ۱۴۰۳–۱۴۰۲     |
| ۱۹   | محمد امیرانی         | تاکنون - ۱۴۰۳ |